# Euparyphus albipilosus
Euparyphus albipilosus is een vliegensoort uit de familie van de Stratiomyidae. De wetenschappelijke naam van de soort is voor het eerst geldig gepubliceerd in 1903 door Adams.